# Kraftwerk Limay (PEI)
Das Kraftwerk Limay ist ein GuD-Kraftwerk in der Stadtgemeinde Limay, Provinz Bataan, Philippinen, das an der Bucht von Manila liegt. Seine installierte Leistung beträgt 648 (bzw. 662) MW. Es liegt ca. 2 km nördlich des Kohlekraftwerks Limay, das im Besitz der SMC Consolidated Power Corporation ist.

## Kraftwerksblöcke
Das Kraftwerk besteht gegenwärtig aus zwei Blöcken. Die folgende Tabelle gibt einen Überblick:
| Block | GT/DT | Max. Leistung (MW) | Betriebsbeginn | Turbine | Generator | Dampfkessel | Status     |
| ----- | ----- | ------------------ | -------------- | ------- | --------- | ----------- | ---------- |
| A     | GT    | 72                 | Mai 1993       | ABB     | ABB       | Kawasaki    | in Betrieb |
| A     | GT    | 72                 | Mai 1993       | ABB     | ABB       | Kawasaki    | in Betrieb |
| A     | GT    | 72                 | Mai 1993       | ABB     | ABB       | Kawasaki    | in Betrieb |
| A     | DT    | 115                | Mai 1993       | ABB     | ABB       |             | in Betrieb |
| B     | GT    | 72                 | Dezember 1994  | ABB     | ABB       | Kawasaki    | in Betrieb |
| B     | GT    | 72                 | Dezember 1994  | ABB     | ABB       | Kawasaki    | in Betrieb |
| B     | GT    | 72                 | Dezember 1994  | ABB     | ABB       | Kawasaki    | in Betrieb |
| B     | DT    | 115                | Dezember 1994  | ABB     | ABB       |             | in Betrieb |

Die beiden Blöcke bestehen aus je drei Gasturbinen sowie einer nachgeschalteten Dampfturbine. An die Gasturbinen ist jeweils ein Abhitzedampferzeuger angeschlossen; die Abhitzedampferzeuger versorgen dann die Dampfturbine.
Die Blöcke wurden ursprünglich mit Diesel betrieben. Sie leisteten jeweils 310 MW; die Leistung der drei Gasturbinen lag bei je 70 MW und die Leistung der Dampfturbine bei 100 MW.

## Eigentümer
Das Kraftwerk wurde durch ein Konsortium, bestehend aus ABB und Kawasaki, für die National Power Corporation (NPC) errichtet. Es wurde 2009 von der staatlichen Power Sector Assets and Liabilities Management Corp. (PSALM) an die San Miguel Energy Corp. (SMEC), eine Tochter der San Miguel Corporation (SMC) verkauft. Im Jahr 2011 erwarb die Millenium Holdings Inc. (MHI) die PanAsia Energy Holdings Inc., den damaligen Eigentümer des Kraftwerks, von SMC. Das Kraftwerk ist derzeit (Stand August 2022) im Besitz der Panasia Energy Inc. (PEI)  und wird auch von PEI betrieben.

## Sonstiges
Die Kosten für die Errichtung des Blocks B werden mit 350 Mio. USD angegeben. Das Kraftwerk wurde 2009 für 13,5 Mio. USD verkauft. Die Kosten für die Umrüstung des Kraftwerks von Diesel auf Erdgas wurden 2009 auf mindestens 350 Mio. USD geschätzt; die Gestehungskosten pro kWh wären dadurch von 18 PHP auf 3 bis 4 PHP gesenkt worden.